# Michelle Meldrum
Michelle Meldrum, född 28 september 1968 i Detroit, Michigan, död 21 maj 2008 i Burbank, Kalifornien, var en amerikansk hårdrocksgitarrist. Hon var gift med John Norum, gitarrist i Europe.
Meldrum hamnade den 18 maj 2008 i koma orsakad av en hjärnblödning och avled tre dagar senare.

## Diskografi

### Wargod
- New Renaissance Records Compilation
- Metal Massacre 8

### Post Mortem
- Post Mortem (EP)

### Phantom Blue
- Phantom Blue (1989)
- Built to Perform (1993)
- "My Misery" (CD-singel med fyra spår)
- Prime Cuts & Glazed Donuts (1995)

### Meldrum
- Loaded Mental Cannon
- Blowin' Up The Machine